# Sara Torres (escritora)
Sara Torres Rodríguez de Castro (Gijón, 1991) é uma poeta e novelista espanhola.

## Trajetória
Estudou Língua Espanhola e suas Literaturas na Universidade de Oviedo. Doutorou-se na Queen Mary University de Londres com a tese The Lesbian Text: Fetish, Fantasy and Queer Becomings. Cursou mestrado interdisciplinar no King´s College, também em Londres, especializando-se em teorias do texto, psicanálise, estudos queer e feminismos.

## Prêmios
- 2014, Prêmio Gloria Fuertes de poesia jovem,[4] XV edição, por La otra genealogía;
- 2022, Prêmio Javier Morote,[5] por Lo que hay.